# Santolaya (Cabranes)
Santolaya (spanische Santa Eulalia) ist ein Parroquia und ein Ort in der autonomen Region Asturien im Norden Spaniens. Die 336 Einwohner (2011) leben in 8 Dörfern auf einer Fläche von 5,85 km2 im Nordosten der Gemeinde Cabranes; Santolaya ist auch der Verwaltungssitz (Hauptstadt) der Gemeinde, der Gerichtsbezirk ist Piloña.

## Verkehrsanbindung
- Nächster internationaler Flugplatz: Flughafen Asturias und der Regionalflugplatz La Morgal.
- Haltestellen der FEVE und ALSA sind in jedem Ort.
- Die AS-255 (Nord/Süd) und die AS-334/335 (Ost/West) sind die Hauptverkehrsstraßen der Gemeinde.

## Spezialitäten
Die regionale Küche in der Parroquia wie in der gesamten Gemeinde zeichnet sich durch deftige Eintöpfe wie die berühmte Fabada und herzhafte Schmorgerichte aus.
Die Gemeinde ist berühmt für Milchreis der hier in süßer oder deftiger Form zubereitet wird. Dem Milchreis ist sogar eine Festwoche gewidmet (Festival del Arroz con Leche).

## Sehenswertes
- Festung „La Coroña del Castro“ bei Mases
- Horreos aus dem 16. Jahrhundert
- Einsiedelei „Ermita de La Magdalena“ in Villanueva

## Dörfer und Weiler im Parroquia
- Arriondu – 31 Einwohner 2011 43° 24′ 28″ N, 5° 25′ 5″ W
- Bospolín – 30 Einwohner 2011 43° 25′ 18″ N, 5° 24′ 31″ W
- Carabañu – 28 Einwohner 2011 43° 24′ 48″ N, 5° 25′ 11″ W
- Güerdies – 18 Einwohner 2011
- Madiéu – 34 Einwohner 2011 43° 24′ 56″ N, 5° 23′ 35″ W
- Mases – 7 Einwohner 2011 43° 24′ 32″ N, 5° 24′ 34″ W
- Santolaya – 174 Einwohner 2011 43° 25′ 2″ N, 5° 24′ 40″ W
- Villanueva – 14 Einwohner 2011